# 薩廉
薩廉（1844年—?），郭佳氏，字立甫，号儉齋、简斋，满洲镶蓝旗人。，清朝官员、進士出身。
重臣穆彰阿之子。光緒二年，丙子科順天乡试中举，六年（1880年），登進士，改庶吉士。光緒九年，授翰林院編修。后任國子監祭酒。光緒二十一年，任詹事府詹事。光緒二十二年，改通政使司通政使。光緒二十三年，任廣東鄉試正考官。次年，改禮部右侍郎、盛京兵部侍郎。光緒二十五年，任奉天牛馬稅務監督。后兼署盛京戶部侍郎。光緒三十年，任禮部左侍郎。光緒三十二年，任正黃旗護軍統領。